# Teintures et Apprêts de l'Escaut
Teintures et Apprêts de l'Escaut (TAE) was een bedrijf gespecialiseerd in de veredeling van textiel, actief tussen 1907 en begin de jaren 1990. Het bedrijf was gevestigd aan de Schelde in Destelbergen, tussen de huidige Nijverheidsstraat en Scheldekant. De productie omvatte verschillende activiteiten: een draad- en stukververij, een textieldrukkerij en de veredeling of afwerking van stoffen, waaronder ribfluweel.

## Bedrijfshistoriek

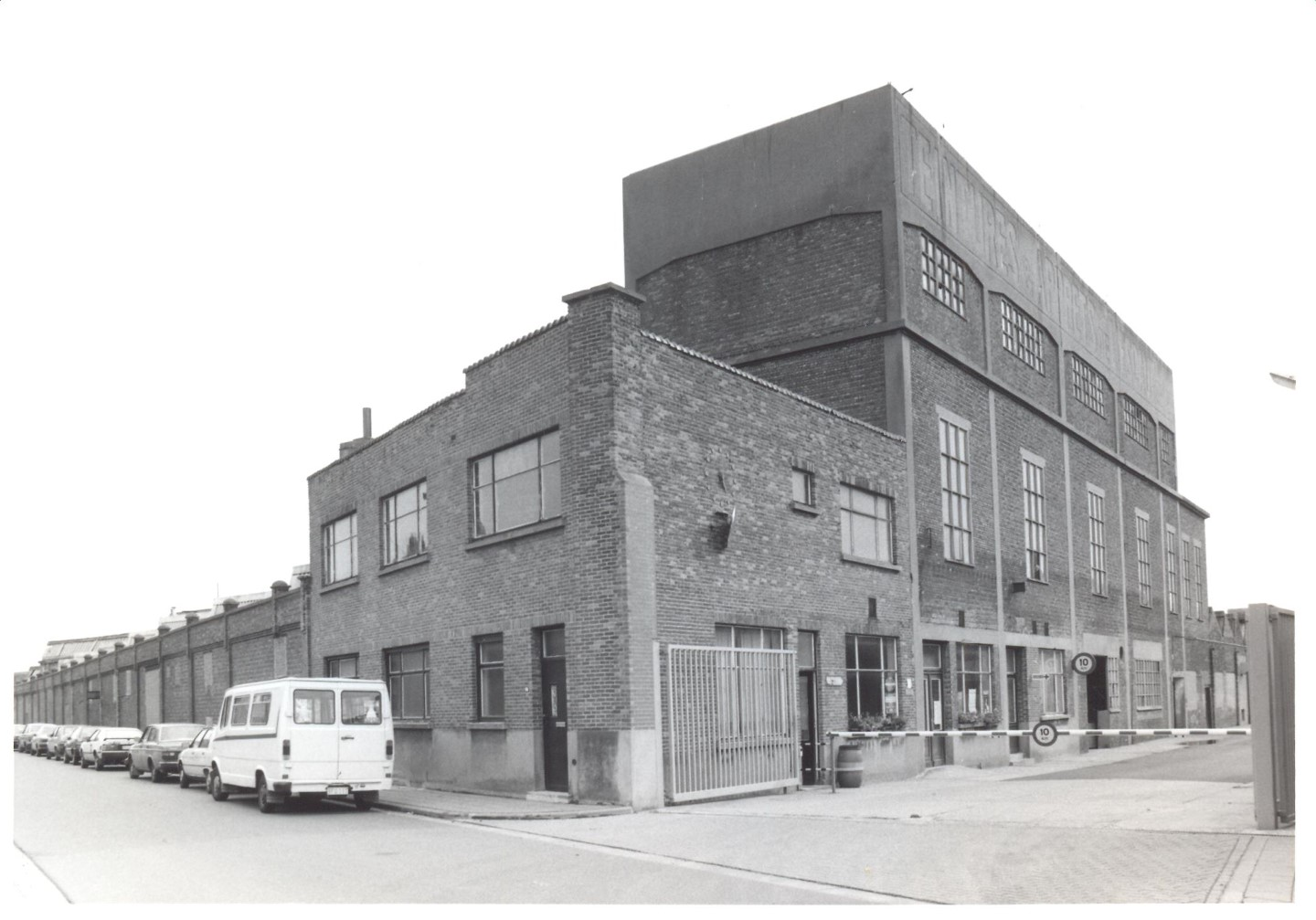
Hoofdingang van Teintures et Apprêts de l'Escaut aan de Nijverheidstraat in Destelbergen.

In 1963 werd de groep Baertsoen en Buysse, waar de fabriek TAE toen deel van uitmaakte, gekocht door Jacques Voortman. Hij verkocht TAE op zijn beurt in 1965 door aan Union Cotonnière (UCO). Sinds circa 1970 worden de activiteiten van TAE aangeduid met de namen UCO Print en UCO Fluweel. UCO startte in Destelbergen ook een confectie-afdeling op voor het confectioneren van lakens en huishoudlinnen dat in de drukkerij gedrukt werd.
Onder het beheer van UCO wordt de productie in Destelbergen stelselmatig afgebouwd en verhuisd naar Laarne. UCO bezat daar een spinnerij en weverij, die opgedoekt werden en waar in de plaats veredeling werd opgestart. Eerst verhuisde de drukkerij van Destelbergen naar Laarne, vervolgens de stukververij en de afwerking. De gebrekkige waterzuivering in Destelbergen werd steeds problematischer in de jaren 1980 en lag mee aan de basis van de beslissing om de activiteiten naar Laarne te verhuizen. De verhuis leidde tot grote discussies in de beheerraad van UCO.
De confectie van lakens en huishoudlinnen is langst gebleven in Destelbergen, tot het bedrijfsbouw is uitgebrand. In de jaren 1990 werd TAE volledig opgedoekt. UCO verkocht de gebouwen. Ze werden volledig afgebroken en het terrein werd verkaveld.

## Afrikaprints

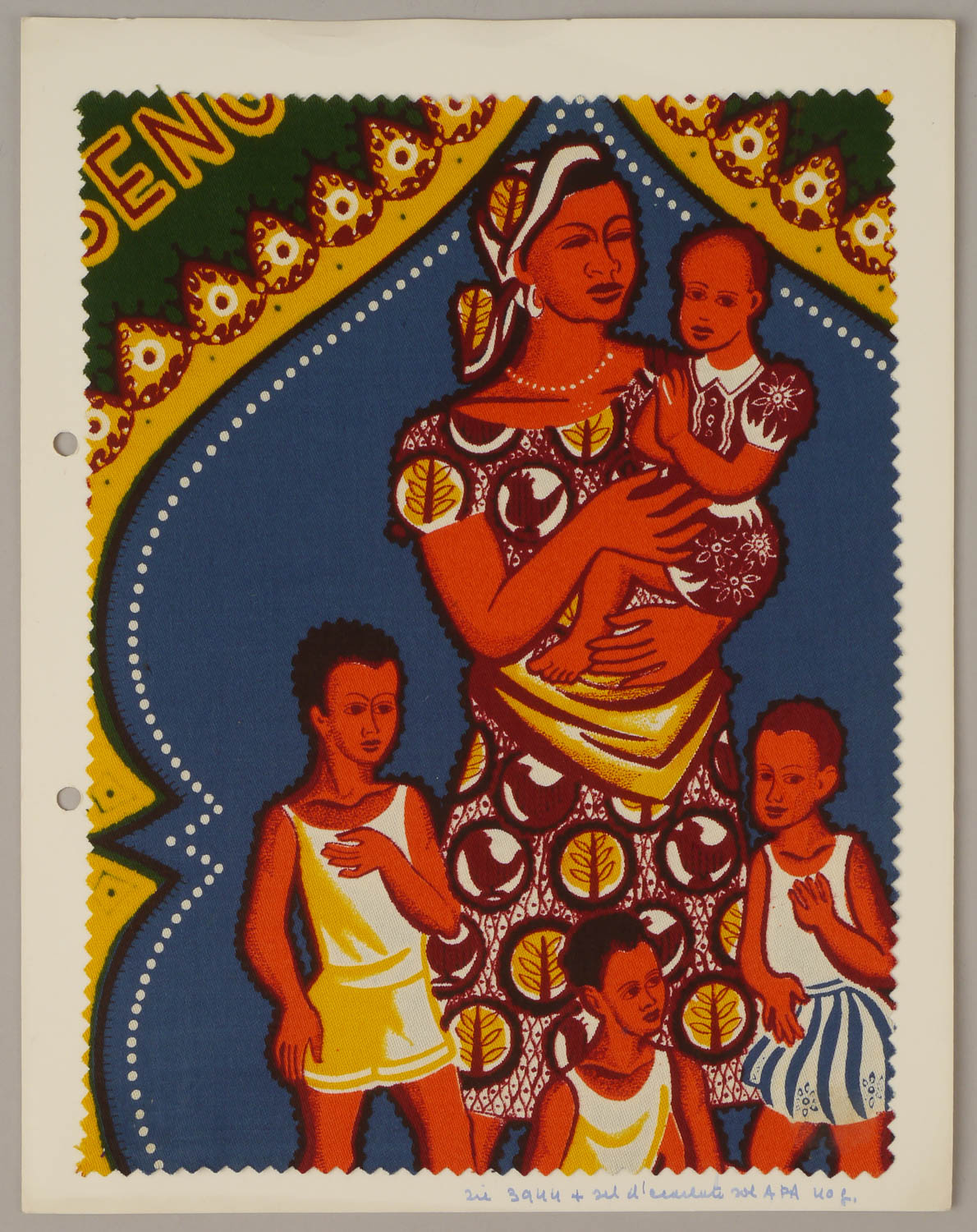
Textielstaal geproduceerd door TAE in de jaren 1950.

Een van de specialiteiten van de drukkerij van TAE waren Afrikaprints, stoffen bedrukt met felle motieven bestemd voor de export naar Afrika. In de jaren 1970 werd één roldrukmachine in het bedrijf exclusief ingezet voor de productie van deze stoffen. Ook de zeefdruktechniek of vlakdruk werd gebruikt voor deze productie. Kenmerkend voor de stoffen is dat ze doordrukt zijn: de tekening is aan beide kanten zichtbaar.
Mettertijd werd dit afgebouwd, onder meer door de hoge transportkosten voor de afgewerkte stoffen naar Afrika. Bovendien had UCO ook in Congo een textieldrukkerij die dit soort stoffen produceerde, FILTISAF in Kalemie.